# Running Man
Running Man (ランニングマン、런닝맨)は毎週日曜日18:30 - 20:00に韓国で放送されているSBSのバラエティ番組。
第1回目のゲストは、ユ・ジェソクの知り合いのイ・ヒョリと女優のファン・ジョンウムだった。
番組開始当初は、ランドマークを紹介しながら施設内で金の豚の貯金箱を集め、最終的に中に入っている額の多いチームが勝ちだった。その後、ミッションでランニングボールを集め、最終的に抽選機から出てきたボールに書かれている人だけが罰ゲーム免除という形となった（このボール集めのミッションの最後に攻撃・守備チームに分かれた名札はがしがあった）。現在のようにミッションをしながら最終的に名札はがしをするスタイルはかなり時期が立ってから確立された。2015年頃からは名札はがしも頻繁には行われなくなった。
初期はジェソク等の知り合いが多数ゲスト出演していたが、現在はランニングマンに出たいという芸能人が多数おり、2021年現在は韓国で週1回放送のゲームショーとしては最多回数の番組となり、SBSの看板番組となっている。
韓国ではここ数年、韓国国内の視聴率が他番組に押され、終了説もあったが、2010年代中華圏と東南アジアで大きくヒットして、海外でもっとも愛される韓国バラエティとして、終了論議が消えた。これら地域の人気は自社放送でもたまに扱うが、放送に関係なくメンバーが出国して外国コンサート場でのファンミーティングも多く行った。そのおかげでメンバーたちが「SBSのアイドル」という冗談も聞いている。
中国にこの番組の著作権を買い、2014年から放映したリメイク作「奔跑吧兄弟」がある。同様に中国で大きな人気を集めた。

## メンバー

### ユ・ジェソク유재석
番組内では「ダンサーユヒョク」「ユールスウィルス」「ユイムスボンド」「メットゥギ（バッタ）」等のあだ名を持つ韓国の国民MC。かっこよく登場する際にはニュー・キッズ・オン・ザ・ブロックの「Step by step」がBGMに使用される。「バッタ」というあだ名のため、しばしば緑をモチーフとしたいじられ方をされる。第74回「超能力者」編（第1回最強者戦）での能力は「空間を支配する者」、国民MCながら運の悪さがピカイチで、そのため担当プロデューサーとVJも一緒により過酷の収録に共にするはめになることが多い、基本体を張って番組を作ることが人気を博していて、2021年にデビュー30周年を迎え、2022年からはネット番組に挑戦している。
動物：バッタ
キム・ジョングク 김종국
「X-man」「ファミリーがやってきた」時代からユ・ジェソクと番組を共にしている筋肉ムキムキのバラード歌手。元Turboのメンバー。ランニングマンでは「トラ」や「能力者」と呼ばれており、番組中盤までは登場時には「スパルタ！！」という効果音が入る。また多くの回でヒール役のため、能力はあるのに優勝回数は多くない。第1回・第2回最強戦では「第六感」が能力だった。番組開始して10年以上経つも、いまだに「X-man」時代のユン・ウネとのラブラインをいじられている、Youtubeチャンネル「GYMジョングク」を運営していて、再生回数がすぐに50万回突破の動画が非常に多く、ヒットメーカーである。
動物：トラ
ソン・ジヒョ 송지효
女優。「エース」というネーミングがあるが、番組が始まった当初はバラエティ番組に慣れておらず、ボーとしていたことから「モン（ボー）ジヒョ」というあだ名がつけられた。ゲリと「月曜カップル」のラブラインをしていた。最強能力者決定戦では、他人の能力を知る「千里眼」と、名札をはがした相手がアウトになる「反射」の能力を持っていた。また、韓国女優の中で、「整形していない美貌ランキング」1位になったこともある、2017年3月までの長く間、番組の紅一点を務めてきた、イ・グァンスが降板するまではメンバー中の最強運の持ち主としても知られているが、イ・グァンスが降板した後、運の強さが多少影を潜みている、別の弱点としてはクイズに弱い。
動物 ネコ
チ・ソクジン 지석진
ユ・ジェソクとは30年来の親友で、彼の無名時代から面倒を見てきた。いつも最初に脱落するため、「レーススターター」と言われている。勝負欲が強く、女性ゲスト相手にも本気で勝負する。第1回最強戦では、3回までアウトになれる「不死鳥」の能力を持っていた。デカ鼻（ワンコ）の愛称で親しまれている、運の悪さはユ・ジェソクとほぼ同じ、メンバー中で一番最初にYoutubeチャンネルを開設しているが、キム・ジョングクらの人気を嫉妬する面がある。
動物：インパラ
ハハ（하하、HAHA）
「ポロロ」「おぼっちゃま」キャラ等、子供っぽいキャラが多い。歌手のピョルと結婚する前は、ゲスト出演する女性全員に「俺の最後の恋人にならないか？」と必ず言うのがお約束だった。アイドルではmiss Aのスジが好き。ジョングクとはアイドル歌手時代から交流があり、「ウリヒョン（俺の兄貴）」「ネドンセン（俺の弟）」と呼び合う仲で、レストランを共同出資で経営している。最強能力者決定戦では、1度だけ時間を1時間戻すことができる「時間を支配する者」能力だった、2012年に結婚して現在は3児の父、「ガキパパ」や「頑固野郎」と呼ばれ、長男が2021年5月放送した回に出演したことも、Youtubeチャンネル「Haha PD」を開設している。
動物：ペンギン
チョン・ソミン 전소민（2017年4月～2023年11月）
ゲストとして何度も出演してから2017年4月にレギュラー入り、長い間、見守った結果が돌아이（番組内のあだ名）がピッタリ。俳優のハン・ミングァンに似で活躍中。
カッコイイ男性ゲストにホレやすいラブライン担当であり、ユ・ジェソク曰くレギュラーになって楽に番組作れたと番組に貢献している、現在は女優業の傍ら、ユ・ジェソクがMCを務める他の番組の一部にレギュラー出演している、女優業専念のため、2023年10月で番組卒業、その後は一度ゲスト出演した。
ヤン・セチャン 양세찬（2017年4月～）
tvN「コメディビッグリーグ」の主な出演者であるコメディアンで、同じコメディアンのヤン・セヒョンの弟、番組内でのあだ名が「歯茎ハンサム」。

### 前メンバー
2012
- ソン・ジュンギ（송중기）
- リジ（리지、Lizzy）

2019
- ゲリ（개리、Gary）

2021
- イ・グァンス（이광수）

## 日本での放送・配信
KNTVと衛星劇場にて放送されている。
2021年10月24日から定額制動画配信サービスのParaviにて本番組を配信することが同月17日に同サービスから発表された。日本でのレギュラー配信は初めてとなる。
2021年12月15日からは本番組のスピンオフとなる『ランニングマン・プラス』をParaviと同じ定額制動画配信サービスであるDisney+にて独占配信を開始することをウォルト・ディズニー・ジャパンが発表した。同サービスで韓国制作の番組が配信されるのは同時に配信開始予定の『知ってるお兄さん』（JTBC制作）と共に初めてとなる。